# Nglorog (Pringsurat)
Nglorog is een bestuurslaag in het regentschap Temanggung van de provincie Midden-Java, Indonesië. Nglorog telt 3547 inwoners (volkstelling 2010).